# Ours M13
Pour les articles homonymes, voir M13.
L'ours M13 est un ours brun né au Trentin dans le cadre d'un projet de repeuplement. Classé « ours à risque » en 2012, il a été abattu en février 2013 selon le plan de gestion de l’ours en Suisse.

## Histoire
M13 est issu d'une portée née dans le cadre d'un projet de repeuplement dans la région italienne du Trentin-Haut-Adige. Arrivé dans le canton des Grisons en avril 2012, M13 a séjourné principalement dans le Val Poschiavo dès le mois de juillet.
Il est le premier ours à avoir été filmé dans les Grisons, en avril 2012. Il est également connu du public pour avoir suscité la découverte, le même mois, du corps d'un homme assassiné, un Allemand originaire de Bade-Wurtemberg, ce qui a permis l'arrestation des meurtriers. Bien que la présence d'ours soit parfois difficilement tolérée par la population locale, aucun incident n'est signalé à son sujet dans le Trentin-Haut-Adige.
Il est le frère de l'ours M14, mort à la suite d'une collision avec une automobile, dans la nuit du 21 au 22 avril 2012, dans la commune de Ponte Gardena dans la province autonome de Bolzano et de l'ours M12, fauché à l'âge de 2 ans sur une autoroute près de Terlano (Tyrol italien) dans la nuit du 7 au 8 juin 2012,.

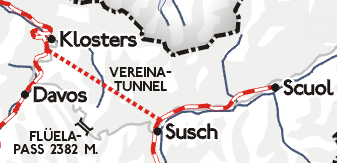
La ligne RhB reliant Scuol à Klosters. Cette ligne est électrifiée en 11000 V 16 2/3 Hz, elle suit pour moitié la haute vallée de l'Inn (Basse Engadine), avant d'emprunter dans sa seconde moitié le tunnel de la Vereina. C'est la ligne emprunté par le célèbre « Aqualino Scuol »
Coordonnées du lieu de l'accident :.

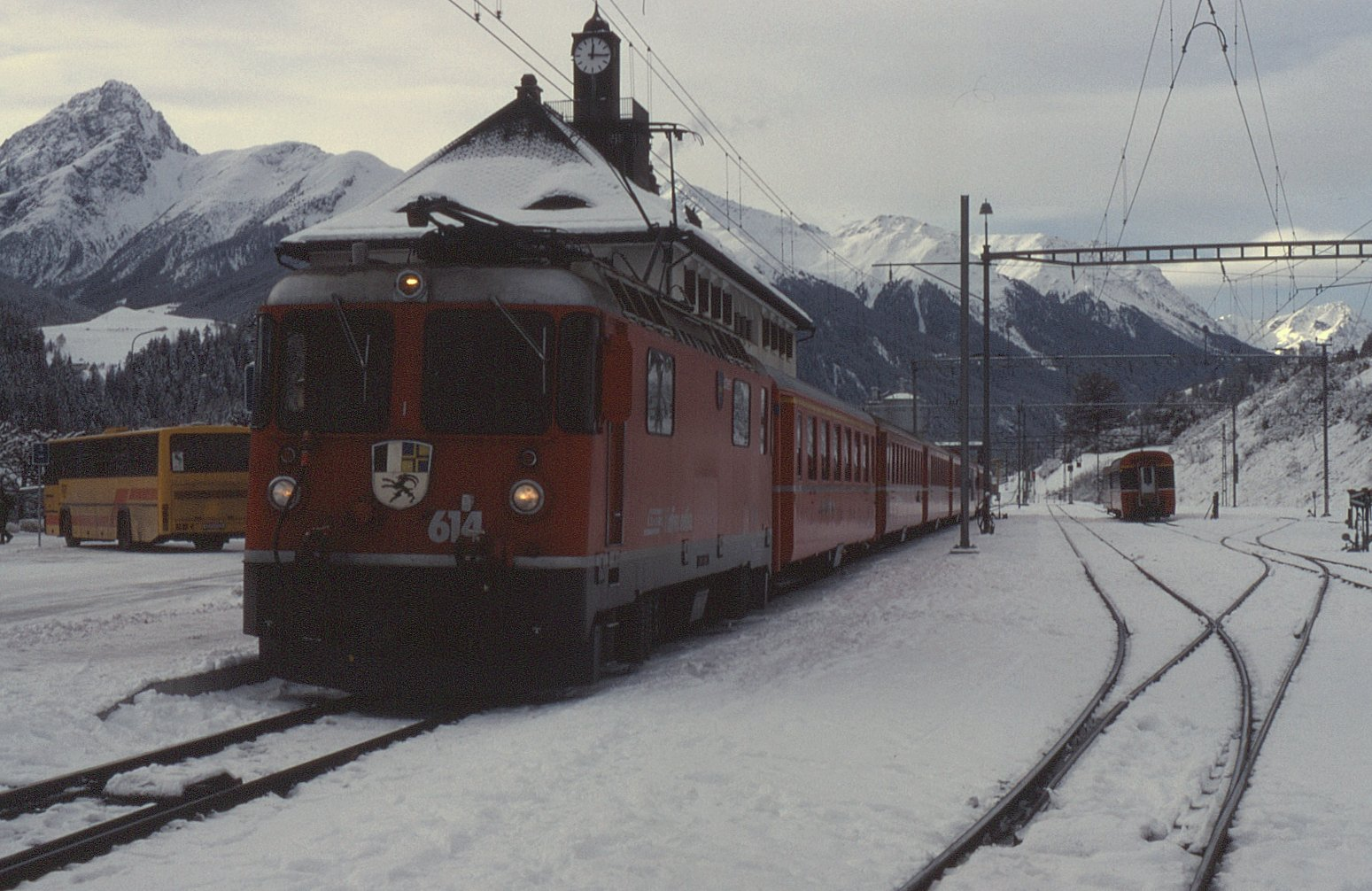
Locomotive en gare de Scuol.

Le 30 avril 2012 au soir (vers 21 h 40), un mécanicien de locomotive des chemins de fer rhétiques, conduisant un Regio, sur la ligne reliant Scuol à Klosters, en Basse-Engadine (canton des Grissons), signale à sa centrale une collision accidentelle avec « un grand animal ».
Le garde-chasse Guolf Denoth est averti et se rend immédiatement sur les lieux, à Ftan. Aidé du chef de district du val Müstair, le garde-chasse ne peut relever aucune empreinte en raison de la pluie. Aucune trace de collision ni de sang n'est signalée par le biologiste à l'Office de la chasse et de la pêche grison, Hannes Jenny. Le train n'est pas examiné car il a poursuivi sa route ; le porte-parole des Chemins de fer rhétiques confirme que cette décision est habituelle afin d'éviter des incidences sur les horaires ferroviaires.

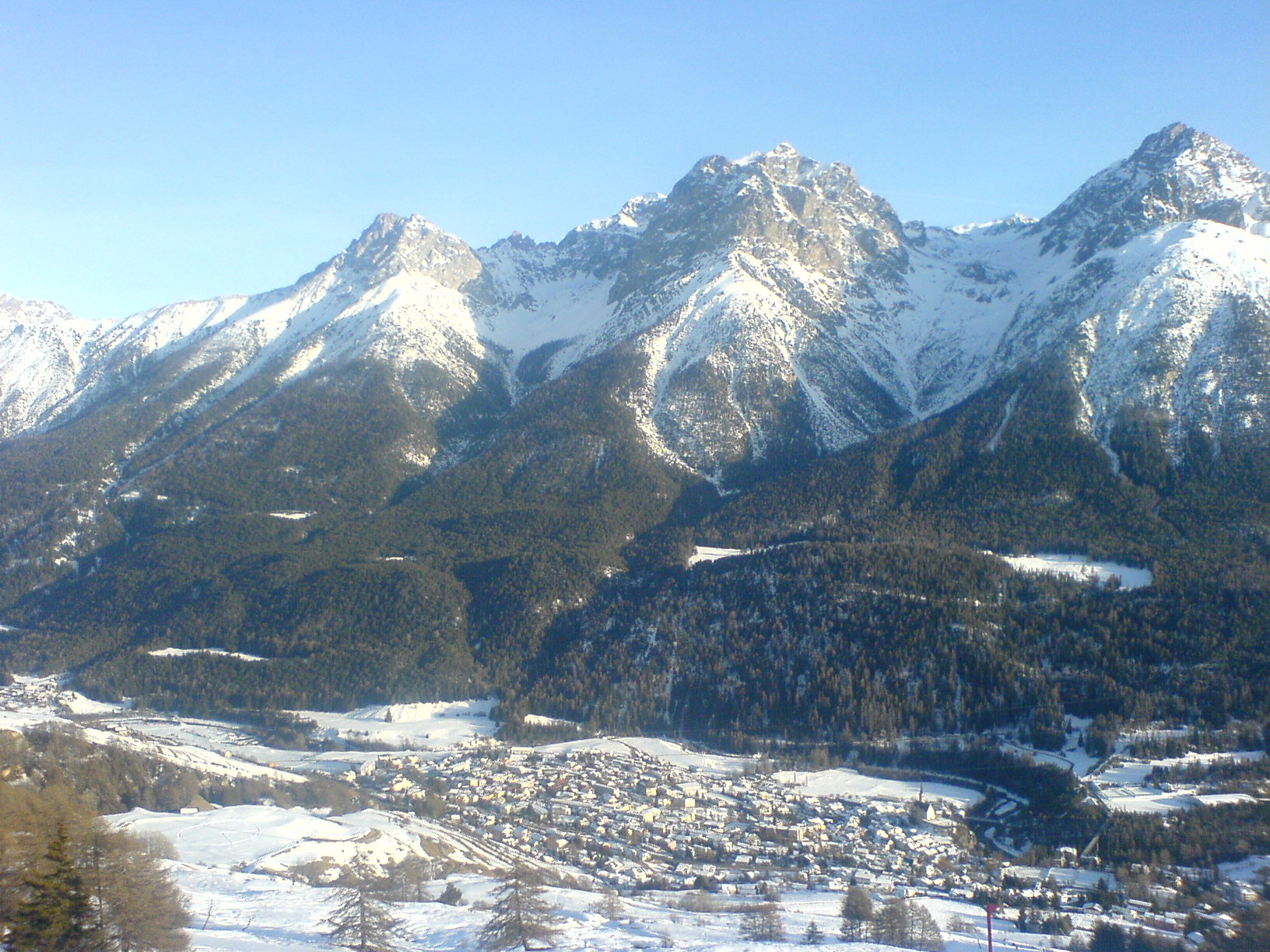
La région de Scuol.

Lors de la collision, l’ours a perdu son émetteur GPS qui permettait de suivre sa trace, indique, début mai 2012, un communiqué du canton des Grisons. Cela pose problème, car en l'absence de moyen de localisation, il est impossible de l'effaroucher par des tirs avec des balles en caoutchouc ou des lancers de pétard. et si le « jeune ours continue à se montrer trop hardi, il risque de finir empaillé au musée d’histoire naturelle de Coire, comme son lointain cousin JJ3, abattu il y a quatre ans parce qu’il ne voulait pas garder ses distances ».
M13 est localisé ensuite à 300 mètres du lieu de l’accident. Les garde-chasses ne constatent pas de blessure importante. « Il a été sonné et s’est caché dans la forêt pour lécher ses plaies », a précisé au Blick le garde-chasse cantonal Georg Brosi. L’animal se comporte de manière calme. Repéré le samedi 5 mai au soir, il se trouve sur le territoire de la commune de Scuol (GR). Il a été aperçu début juin 2012 en Italie. Après avoir été séparé de sa mère et lors des mois au cours desquels il était resté dans le Trentin, il n'avait causé aucun problème.

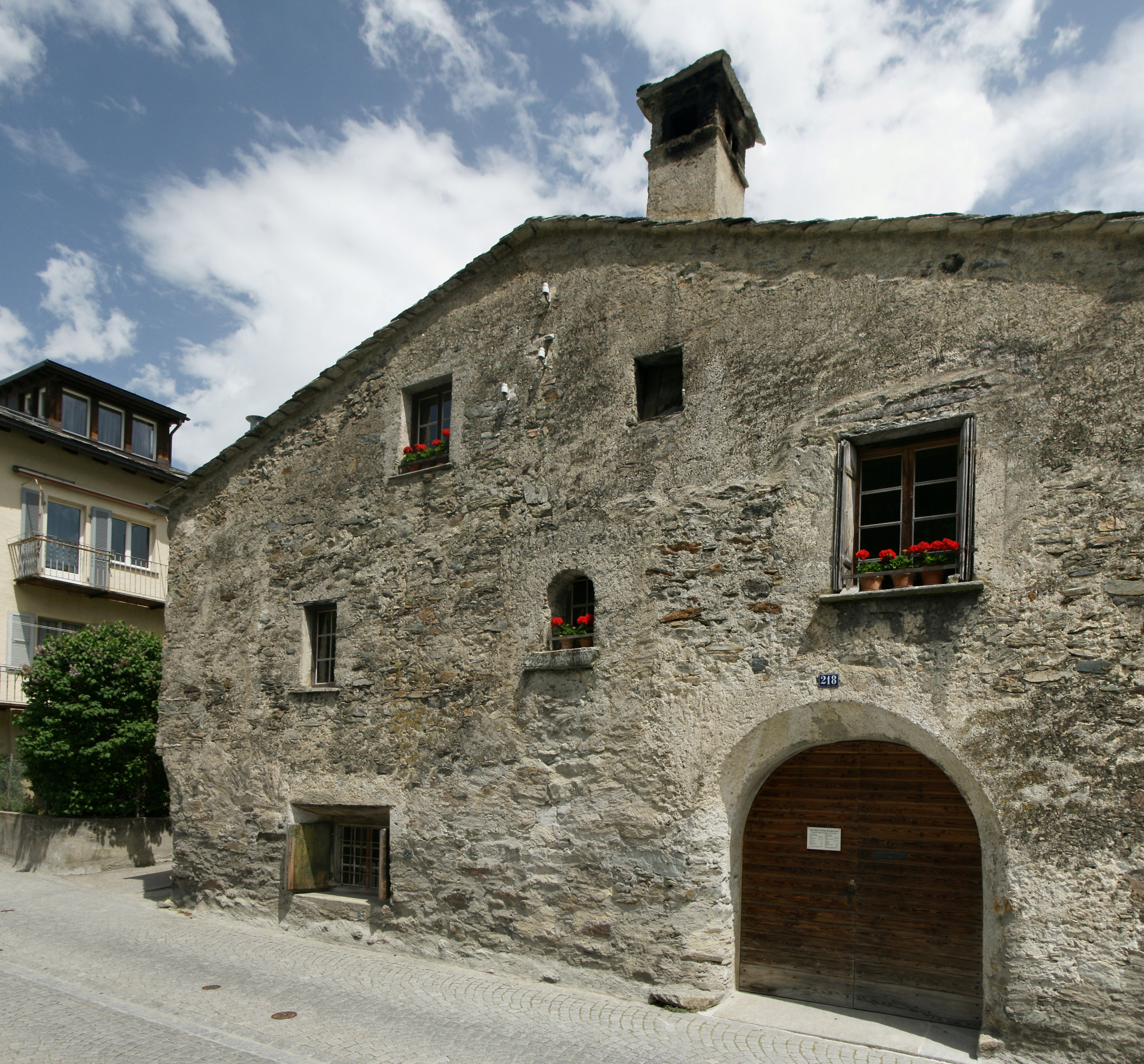
Le musée Poschiavino à Poschiavo où est exposé l'animal empaillé.

Déclaré « ours à risque », à la fin de l'automne 2012, pour s'être trop montré en zone habitée où il venait fréquemment chercher de la nourriture en occasionnant des dégâts aux abords des maisons, pour avoir suivi des personnes, pénétré dans une école et en raison de l'impossibilité de l'effaroucher pour l'éloigner, l'ours M13 est abattu en février 2013 selon le plan de gestion de l’ours en Suisse, a indiqué l’Office fédéral de l'environnement (OFEV) à Berne. Il est abattu près de Miralago (GR), au bord du lac de Poschiavo. Les autorités du Trentin — qui préfèrent enfermer les ours dangereux plutôt que les abattre — ont contesté cette décision. L'ours est empaillé par les soins du Musée d'histoire naturelle de Coire et exposé au musée Poschiavino à Poschiavo (Grisons).